# Eva Gyllensvärd
Eva Margareta Gyllensvärd, född 21 april 1946 i Stockholm, är en svensk arkitekt.
Gyllensvärd, som är dotter till justitieråd Johan Gyllensvärd och filosofie magister Ingegerd Gyllensvärd, född Bauer, utexaminerades från Kungliga Tekniska högskolan 1972 och studerade vid Nordiska institutet för samhällsplanering (Nordplan) 1977. Hon var anställd vid civildepartementet 1970–1973, vid Statens planverk 1973–1980, vid länsstyrelsen i Västernorrlands län 1980–1982, t.f. länsarkitekt där 1981–1982 och byråchef vid Statens planverk från 1983. Hon blev styrelseledamot Föreningen för samhällsplanering 1984.